# Mylène Farmer
Mylène Farmer, właśc. Mylène Jeanne Gautier (ur. 12 września 1961 w Pierrefonds, w prowincji Quebec) – francuska piosenkarka urodzona w Kanadzie. Pseudonim artystyczny zaczerpnęła od nazwiska aktorki Frances Farmer.
Dotychczas sprzedała ponad 30 mln egzemplarzy płyt na świecie. 

## Życiorys

### Wczesne lata
Jej rodzice, Francuzi, osiedlili się w Kanadzie na przedmieściach Montrealu, a gdy Mylène miała osiem lat, rodzina zamieszkała ponownie we Francji – najpierw w Ville-d’Avray, a następnie w Chaville.

### Kariera
Farmer i Laurent Boutonnat zrealizowali pełnometrażowy fabularny film Giorgino, jednak był on porażką zarówno w opinii krytyków, jak i pod względem komercyjnym. Film był utrzymany w mrocznej tonacji, bez żywej akcji, co w połączeniu z jego długością (trzy godziny) spowodowało, że nie był dziełem łatwym w odbiorze. Przy budżecie 80 milionów franków film obejrzało zaledwie 60 tys. widzów. Mylène Farmer zagrała w Giorgino rolę drugoplanową. Jej późniejszą przygodą z kinem był dubbing frankofońskiej wersji autorskiej trylogii Luca Bessona o Arturze i Minimkach (podkładała głos księżniczki Selenii).

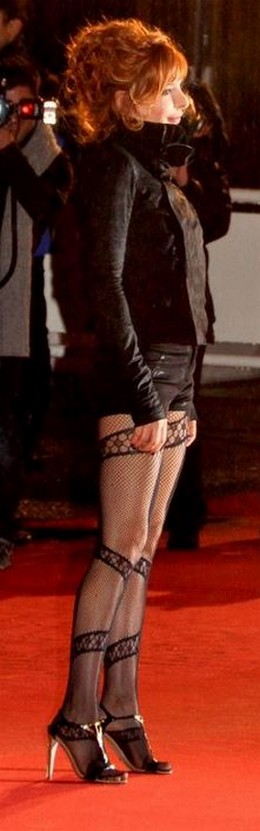
Farmer na rozdaniu NRJ Music Awards (2012)

Odbyła pięć tras koncertowych. Ostatnia zakończyła się 19 września 2009 roku koncertem na Stadionie Króla Baudouina I w Brukseli. Poprzednia, która trwała od 13 do 29 stycznia 2006 i obejmowała 13 koncertów, odbyła się wyłącznie w Paryżu. Dla potrzeb trasy Mylenium Tour 1999-2000 scenografię zaprojektował szwajcarski surrealista H. R. Giger, m.in. twórca postaci Obcego z filmu Ridleya Scotta.
We wrześniu 2008 roku wydała album pt. Point de suture. 7 grudnia 2009 wydała koncertowy album pt. No 5 On Tour i zawierał materiał zarejestrowany podczas koncertów w Lyonie. W kwietniu 2010 wydała koncertowy zestaw pt. Stade de France zawierający rejestrację koncertu z paryskiego stadionu Stade de France z września 2009 roku.
W grudniu 2010 roku wydała album pt. Bleu Noir, do którego utwory skomponowali m.in. Red One, Moby i Archive. W 2011 roku wystąpiła na gali rozdania NRJ Music Awards 2011, gdzie promowała piosenkę „Oui mais... non”. W tym samym roku ukazała się także kompilacja Best of 2001-2011 i dwa nowe single: „Sois Moi – Be Me” i „Du Temps”
W 2012 roku wydała album pt. Monkey Me. W 2013 roku opublikowała klipy do piosenek „Je te dis tout” i „Monkey Me” oraz wystąpiła na gali rozdania nagród NRJ z piosenką „Je te dis tout”. Rozpoczęła też przygotowania do trasy koncertowej Time3less (Timeless 2013). Film koncertowy Timeless 2013: Le Film osiągnął status potrójnie diamentowej płyty.
15 maja 2015 roku wydała książkę pt. Fragile ilustrowana zdjęciami autorstwa Sylvie Lancrenon. Dotychczas wydano o Farmer kilka pozycji książkowych, a także ukazuje się regularnie we Francji co najmniej jedno drukowane czasopismo jej poświęcone, Mylène Farmer et vous.
6 listopada 2015 roku wydała album pt. Interstellaires, który promowała singlami: „Stolen Car”, „Insondables” oraz „City of Love”.
Zasiadała w jury konkursu głównego na 74. MFF w Cannes (2021).

## Muzyka i teledyski
Nagrała duety z piosenkarzem gatunku rai Khaledem („La poupée qui fait non”), Jean-Louisem Muratem („Regrets”), z Sealem („Les mots”) i z Moby’m („Slipping away”/„Crier la vie”); tylko fatalny splot wydarzeń spowodował jej rezygnację z jednego z koncertów cyklu Pavarotti and Friends. Famer i Laurent Boutonnat odkryli i wylansowali także Alizée, dla której napisali wspólnie teksty i muzykę na jej dwa pierwsze albumy. Alizée umieściła na swoim albumie Blonde zadedykowaną piosenkę o nazwie „Mylène Farmer”.
Dwa wielkie przeboje z dawniejszych płyt Farmer, „Désenchantée” i „Libertine”, włączyła do swego repertuaru Kate Ryan; znalazły się one na liście najpopularniejszych piosenek także w Polsce. Francuska piosenkarka Lorie nagrała piosenkę „Sans Contrefaçon”.
Teledyski Farmer są często kilkunastominutowymi filmami o wieloznacznej fabule. Są wśród nich barwne kostiumowe opowieści z czasów Ludwika XV, libertyńskie i antywojenne (np. „Libertine” lub „Pourvu Qu’elles Soient Douces”), parafrazy znanych utworów literackich (np. Pinokia w przypadku „Sans contrefaçon” czy Królewny Śnieżki w przypadku utworu „Tristana”), manifesty dotyczące odwiecznej walki płci (np. alegoria sparingu bokserskiego w „Je t’aime mélancolie” lub korridy w „Sans logique”), nawiązania do twórców i dzieł XX wieku (np. do George’a Orwella w „Désenchantée” czy Krzysztofa Kieślowskiego w przypadku utworu „California”), skecze (np. „Que mon cœur lâche”), nastrojowe obrazy (np. wśród płomieni w „Souviens-toi du jour...”). W teledysku do utworu „A quoi je sers” bohaterka płynie łodzią na drugi brzeg rzeki, spotykając tam postacie z wcześniejszych teledysków Farmer. W jej teledyskach można znaleźć też odniesienia do tradycji europejskiego kina, od Ingmara Bergmana począwszy, na Federico Fellinim skończywszy. Większość z nich reżyserował Laurent Boutonnat, ale niektóre m.in. Luc Besson (np. „Que mon cœur lâche”) lub Abel Ferrara (np. „California”). Większość teledysków Mylène Farmer wydano na trzech płytach DVD zatytułowanych: Music Videos I, Music Videos II & III i Music Videos IV. Rysunkowy teledysk „C’est une belle journée” powstał na podstawie szkiców wykonanych przez samą artystkę.

## Dyskografia
| - Cendres de lune (1986) - Ainsi soit je… (1988) - L'Autre… (1991) - Anamorphosée (1995) - Innamoramento (1999) - Avant que l’ombre… (2005) - Point de suture (2008) - Bleu noir (2010) - Monkey Me (2012) - Interstellaires (2015) - Désobéissance (2018) - L’Emprise (2022) | - En concert (1989) - Live à Bercy (1997) - Mylenium Tour (2000) - Avant que l'ombre… à Bercy (2006) - N°5 on Tour (2009) - Timeless 2013 (2013) - Live 2019 (2019) - Nevermore (2024) - Dance Remixes (1992, remix album) - Les Mots (2001) - RemixeS (2003, remix album) - 2001.2011 (2011) - Histoires de (2020) - Plus grandir (2021) - Remix XL (2024, remix album) |

### Single
| rok wydania | tytuł                                            | pochodzenie                                                                   | uwagi                                              |
| ----------- | ------------------------------------------------ | ----------------------------------------------------------------------------- | -------------------------------------------------- |
| 1984        | „Maman a tort”                                   | z albumu Cendres de lune                                                      |                                                    |
| 1985        | „My Mum Is Wrong”                                | z albumu Cendres de lune                                                      | anglojęzyczna wersja piosenki „Maman a tort”       |
| 1985        | „Plus grandir”                                   | z albumu Cendres de lune                                                      |                                                    |
| 1986        | „Libertine”                                      | z albumu Cendres de lune                                                      |                                                    |
| 1987        | „Tristana”                                       | z albumu Cendres de lune                                                      |                                                    |
| 1985        | „On est tous des imbéciles”                      |                                                                               |                                                    |
| 1986        | „We’ll Never Die”                                |                                                                               | wydany w Kanadzie                                  |
| 1987        | „Sans contrefaçon”                               | z albumu Ainsi soit je…                                                       |                                                    |
| 1988        | „Ainsi soit je…”                                 | z albumu Ainsi soit je…                                                       |                                                    |
| 1988        | „Pourvu qu'elles soient douces”                  | z albumu Ainsi soit je…                                                       |                                                    |
| 1989        | „Sans logique”                                   | z albumu Ainsi soit je…                                                       |                                                    |
| 1989        | „À quoi je sers…”                                |                                                                               |                                                    |
| 1989        | „Allan (live)”                                   | z albumu En concert                                                           |                                                    |
| 1990        | „Plus grandir (live)”                            | z albumu En concert                                                           |                                                    |
| 1991        | „Désenchantée”                                   | z albumu L'Autre…                                                             |                                                    |
| 1991        | „Regrets”                                        | z albumu L'Autre…                                                             | z Jean-Louisem Muratem                             |
| 1991        | „Je t'aime mélancolie”                           | z albumu L'Autre…                                                             |                                                    |
| 1992        | „Beyond My Control”                              | z albumu L'Autre…                                                             |                                                    |
| 1992        | „Que mon cœur lâche”                             | z kompilacji Dance Remixes                                                    |                                                    |
| 1993        | „My Soul Is Slashed”                             | z kompilacji Dance Remixes                                                    | anglojęzyczna wersja piosenki „Que mon cœur lâche” |
| 1995        | „XXL”                                            | z albumu Anamorphosée                                                         |                                                    |
| 1995        | „L'Instant X”                                    | z albumu Anamorphosée                                                         |                                                    |
| 1996        | „California”                                     | z albumu Anamorphosée                                                         |                                                    |
| 1996        | „Comme j'ai mal”                                 | z albumu Anamorphosée                                                         |                                                    |
| 1996        | „Rêver”                                          | z albumu Anamorphosée                                                         |                                                    |
| 1997        | „La Poupée qui fait non (live)”                  | z albumu Live à Bercy                                                         | z Khaledem, cover piosenki Michela Polnareffa      |
| 1997        | „Ainsi soit je… (live)”                          | z albumu Live à Bercy                                                         |                                                    |
| 1999        | „L'Âme-Stram-Gram”                               | z albumu Innamoramento                                                        |                                                    |
| 1999        | „Je te rends ton amour”                          | z albumu Innamoramento                                                        |                                                    |
| 1999        | „Souviens-toi du jour…”                          | z albumu Innamoramento                                                        |                                                    |
| 2000        | „Optimistique-moi”                               | z albumu Innamoramento                                                        |                                                    |
| 2000        | „Innamoramento”                                  | z albumu Innamoramento                                                        |                                                    |
| 2000        | „Dessine-moi un mouton (live)”                   | z albumu Mylenium Tour                                                        |                                                    |
| 2001        | „L'histoire d'une fée, c'est…”                   | ze ścieżki filmowej do filmu Pełzaki w Paryżu (Les Razmoket à Paris, le film) |                                                    |
| 2001        | „Les Mots”                                       | z kompilacji Les Mots                                                         | z Sealem                                           |
| 2002        | „C'est une belle journée”                        | z kompilacji Les Mots                                                         |                                                    |
| 2002        | „Pardonne-moi”                                   | z kompilacji Les Mots                                                         |                                                    |
| 2003        | „Sans contrefaçon (JCA Remix)”                   | z kompilacji RemixeS                                                          |                                                    |
| 2003        | „Je t'aime mélancolie (Felix da Housecat Remix)” | z kompilacji RemixeS                                                          |                                                    |
| 2005        | „L'Instant X (One-T Remix)”                      | z kompilacji RemixeS                                                          |                                                    |
| 2005        | „Fuck Them All”                                  | z albumu Avant que l’ombre…                                                   |                                                    |
| 2005        | „Q.I”                                            | z albumu Avant que l’ombre…                                                   |                                                    |
| 2006        | „Redonne-moi”                                    | z albumu Avant que l’ombre…                                                   |                                                    |
| 2006        | „L'amour n'est rien…”                            | z albumu Avant que l’ombre…                                                   |                                                    |
| 2006        | „Peut-être toi”                                  | z albumu Avant que l’ombre…                                                   |                                                    |
| 2006        | „Slipping Away (Crier la vie)”                   | z kompilacji Go – The Very Best of Moby                                       | z Mobym                                            |
| 2006        | „Avant que l'ombre… (live)”                      | z albumu Avant que l'ombre… À Bercy                                           |                                                    |
| 2007        | „Déshabillez-moi (live)”                         | z albumu Avant que l'ombre… À Bercy                                           |                                                    |
| 2008        | „Dégénération”                                   | z albumu Point de suture                                                      |                                                    |
| 2008        | „Appelle mon numéro”                             | z albumu Point de suture                                                      |                                                    |
| 2009        | „Si j'avais au moins…”                           | z albumu Point de suture                                                      |                                                    |
| 2009        | „C'est dans l'air”                               | z albumu Point de suture                                                      |                                                    |
| 2009        | „Sextonik”                                       | z albumu Point de suture                                                      |                                                    |
| 2009        | „C'est dans l'air (live)”                        | z albumu N°5 on Tour                                                          | singel promocyjny                                  |
| 2009        | „Paradis inanimé (live)”                         | z albumu N°5 on Tour                                                          | singel promocyjny                                  |
| 2010        | „Never Tear Us Apart”                            | z albumu Original Sin zespołu INXS                                            | z zespołem INXS i Benem Harperem                   |
| 2010        | „Oui mais… non”                                  | z albumu Bleu noir                                                            |                                                    |
| 2011        | „Bleu noir”                                      | z albumu Bleu noir                                                            |                                                    |
| 2011        | „Lonely Lisa”                                    | z albumu Bleu noir                                                            |                                                    |
| 2011        | „Du temps”                                       | z kompilacji 2001.2011                                                        |                                                    |
| 2012        | „À l'ombre”                                      | z albumu Monkey Me                                                            |                                                    |
| 2013        | „Je te dis tout”                                 | z albumu Monkey Me                                                            |                                                    |
| 2013        | „Monkey Me”                                      | z albumu Monkey Me                                                            |                                                    |
| 2013        | „Diabolique mon ange (live)”                     | z albumu Timeless 2013                                                        | singel promocyjny                                  |
| 2015        | „Stolen Car”                                     | z albumu Interstellaires                                                      | ze Stingiem                                        |
| 2015        | „Insondables”                                    | z albumu Interstellaires                                                      | singel promocyjny                                  |
| 2016        | „City of Love”                                   | z albumu Interstellaires                                                      |                                                    |
| 2016        | „C'est pas moi”                                  | z albumu Interstellaires                                                      | singel promocyjny                                  |
| 2018        | „Rolling Stone”                                  | z albumu Désobéissance                                                        |                                                    |
| 2018        | „N'oublie pas”                                   | z albumu Désobéissance                                                        | z LP                                               |
| 2018        | „Sentimentale”                                   | z albumu Désobéissance                                                        | singel promocyjny                                  |
| 2018        | „Désobéissance”                                  | z albumu Désobéissance                                                        |                                                    |
| 2019        | „Des larmes"                                     | z albumu Désobéissance                                                        |                                                    |
| 2019        | „M'effondre (live)̌”                              | z albumu Live 2019                                                            | singel promocyjny                                  |
| 2020        | „L'âme dans l'eau”                               | z kompilacji Histoires de                                                     |                                                    |
| 2022        | „Ghosts (How Can I Move On)”                     | z albumu Will of the People zespołu Muse                                      | z zespołem Muse                                    |
| 2022        | „À tout jamais”                                  | z albumu L'Emprise                                                            |                                                    |
| 2022        | „Rayon vert”                                     | z albumu L'Emprise                                                            | z duetem AaRON                                     |
| 2023        | „Rallumer les étoiles”                           | z albumu L'Emprise                                                            |                                                    |

### Trasy koncertowe
- „Tour 89(inne języki)” (maj – grudzień 1989)
- „Tour 1996(inne języki)” (maj – grudzień 1996)
- „Mylenium Tour(inne języki)” (wrzesień 1999 – marzec 2000)
- „Avant que l'ombre… à Bercy(inne języki)” (styczeń 2006)
- „Mylène Farmer en tournée(inne języki)” (maj – wrzesień 2009)
- „Timeless 2013(inne języki)” (wrzesień – grudzień 2013)
- „Mylène Farmer 2019(inne języki)” (czerwiec 2019)
- „Nevermore – Stadium Tour(inne języki)” (2023/2024)